# Cédric Burdet
Cédric Burdet, francoski rokometaš, * 15. november 1974, Belley.
Leta 2004 je na poletnih olimpijskih igrah v Atlanti v sestavi francoske reprezentance osvojil 5. mesto. Čez štiri leta je z reprezentanco osvojil zlato medaljo.